# Procle de Mal·los
Procle (llatí: Proclus, grec antic: Πρόκλος; de malnom Mallotes, grec antic: Μαλλώτης 'de Mal·los') fou un filòsof estoic grec nadiu de Mal·los, a Cilícia.
Al Suides es diu que va escriure un tractat contra els epicuris i una obra titulada ὑπόμνημα τω̂ν Διογένους σοφισμάτων ('Comentaris sobre els sofismes de Diògenes').
Probablement és el mateix Procle que esmenta Procle Diàdoc, contemporani de Plutarc.